# Krupunder

Blick nach Nordost, unten rechts der Vorplatz der S-Bahnhaltestelle

Krupunder ist ein Ort im Kreis Pinneberg direkt an der Grenze zu Hamburg. Es ist keine eigene Verwaltungseinheit, sondern gehört jeweils als Ortsteil zu den holsteinischen Gemeinden Halstenbek und Rellingen, die Krupunder im Westen und Norden umschließen. Im Osten grenzt Krupunder an die Hamburger Stadtteile Eidelstedt und Lurup, im Süden an die Stadt Schenefeld.
Der Name stammt aus dem Niederdeutschen: „Krup-under“ heißt hier „Kriech-unter“, also Unterschlupf. Einer Legende zufolge soll der Name dagegen auf einen Gastwirt zurückgehen, der nach Raubmorden an wohlhabenden Gästen deren Leichen mit den Worten „Krupp ünner“ dem Schwarzen See überantwortet haben soll.

## Geschichte
Bis um das Jahr 1700 war das Gebiet unbesiedelt und bestand aus einer spärlich mit Heidekraut bewachsene Moorebene um das Jahrs Moor, die als gemeinsame Viehweide von den Bauerschaften der benachbarten Dörfer Halstenbek, Rellingen und Eidelstedt genutzt wurde. Aufgrund des unbestimmten Grenzverlaufes auf dem gemeinsam genutzten Grund kam es immer wieder zu Streitigkeiten zwischen Bauern und den beiden Dorfgemeinschaften. Der erste Hof wurde von dem Bauern Daniel Bornemann in der Nähe des Schwarzen Sees gebaut, nachdem sein alter Hof in Rellingen niedergebrannt war und er am 4. Juli 1714 die Erlaubnis von Rellingen erhielt, einen Teil der Gemeinschaftsweide zu besiedeln. Ein Widerspruch der Dörfer Halstenbek und Eidelstedt gegen diese Schmälerung ihrer Gemeinschaftsweide beim Pinneberger Landdrosten blieb 1731 erfolglos. Weitere Zwistigkeiten gingen in den Jahren 1726 bis 1751 sogar bis vor den dänischen Königshof. Erst 1754 einigte sich eine Grenzfindungskommission auf einen Grenzverlauf zwischen Eidelstedt und Halstenbek. Weitere Grenzstreitigkeiten folgten. Schließlich wurde 1893 die Altonaer Chaussee als Grenze zwischen Halstenbek und Rellingen festgelegt.
Gegen Ende des 18. Jahrhunderts entstanden an der durch Krupunder führenden Straße nach Altona vier Wirtshäuser, die durch die allwöchentlich zu Hamburger Viehmärkten ziehenden Treiber mit ihren Ochsenherden ein regelmäßiges, einträgliches Geschäft hatten. Nach dem Bau der Eisenbahn ging dieses Geschäft in den 1860er Jahren langsam zu Ende. 1890 wurde in Krupunder ein Schulbezirk eingerichtet und ein Schulhaus an der Altonaer Straße gebaut. Die letzten Reste des Jahrs Moores wurden vollständig trockengelegt, und nach dem Zweiten Weltkrieg entstanden in den 1950er Jahren neue Siedlungen und ein neues Schulgebäude. Am 22. September 1967 wurde die S-Bahn-Verbindung von Elbgaustraße nach Pinneberg in Betrieb genommen. In den 1970er Jahren wuchs das Siedlungsgebiet Krupunder um ein Hochhaus. Die Altonaer Straße wurde zur Schnellstraße B5 und später zur Autobahn A 23 ausgebaut und veränderte das Ortsbild von Krupunder dauerhaft zu einem prosperierenden Schlafvorort mit wachsenden Gewerbegebieten.

## Infrastruktur

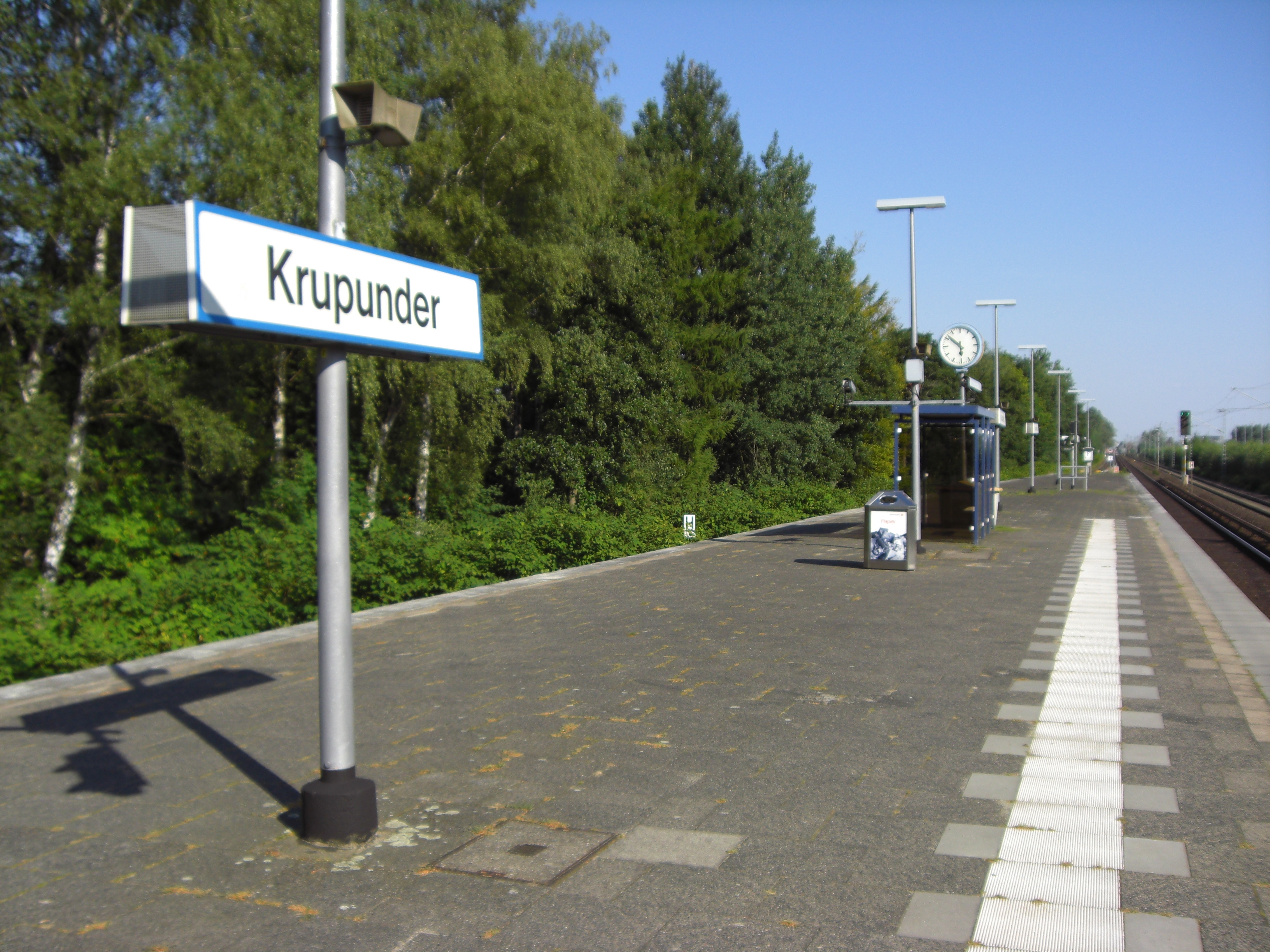
S-Bahn

Einen geschlossenen Ortskern hat Krupunder dennoch. Um die S-Bahnhaltestelle Krupunder befinden sich Einkaufsmöglichkeiten und Wohngebiete sowie eine naheliegende Grundschule und Kindertagesstätten. Trotzdessen kann man hier von keinem wirklichen Stadtzentrum oder Ortskern sprechen, denn die Rellinger Seite wird durch die Bundesautobahn 23 durchschnitten, die nur durch die Anschlussstelle Halstenbek-Krupunder und einen Fußgängerweg überbrückt wird. Auf der Halstenbeker Seite wird der Ort von der Bahnstrecke Hamburg-Altona–Kiel in zwei Hälften geteilt, die lediglich durch zwei Unterführungen verbunden sind. An der östlichen Unterführung liegt der S-Bahnhof Krupunder, an dem die Linie S 3 hält und den Ort mit Hamburg und Pinneberg verbindet. Der Krupunder See ist ein beliebtes Naherholungsgebiet und als Landschaftsschutzgebiet mit einem Badeverbot belegt.
| Linie | Verlauf |
| ----- | --- |
| S 3   | Pinneberg – Thesdorf – Halstenbek – Krupunder – Elbgaustraße – Eidelstedt – Stellingen (Arenen) – Langenfelde – Diebsteich – Altona – Königstraße – Reeperbahn – Landungsbrücken – Stadthausbrücke – Jungfernstieg – Hauptbahnhof – Hammerbrook (City Süd) – Elbbrücken – Veddel (BallinStadt) – Wilhelmsburg – Harburg – Harburg Rathaus – Heimfeld (TU Hamburg) – Neuwiedenthal – Neugraben |